# Bolívar (kanton)
Bolívar – kanton w Ekwadorze, w prowincji Carchi. Stolicą kantonu jest Bolívar.